# Goar
Goar (fallecido poco después del 451) fue un rey alano de la primera mitad del siglo V. Junto a Respendial, dirigió a su tribu durante el histórico cruce del Rin protagonizado por esta tribu irania junto a los vándalos y suevos en el cambio del año 406 al 407. Mientras Respendial y sus seguidores continuaron junto a las otras tribus saqueando la Galia e Hispania, Goar y los suyos se pusieron al servicio del Imperio romano de Occidente luchando de su parte en el turbulento periodo de su caída.

## El cruce del Rin y asentamiento en la Galia

Migración de los vándalos, suevos y alanos hacia el Rin en el 406.

En el cambio de año del 406 al 407, un conglomerado de tribus germánicas cruzaron un helado río Rin, se supone, a la altura de Maguncia. Junto a ellos  también entró en el territorio romano una tribu irania: los alanos. Según las descripciones que nos han llegado de este suceso, los alanos tuvieron que estar dirigidos por dos líderes: Respendial y Goar.
La magnitud de la invasión hizo evidente a los oficiales romanos la imposibilidad de detenerla con los medios que tenían. Por este motivo, entraron en negociación con algunos de sus líderes y consiguieron que Goar y sus seguidores se pasasen al bando romano. A cambio, les facilitaron un asentamiento en la mitad norte de la Galia.

## Actividad militar
Parece que, en un primero momento, los alanos de Goar se encargaron de proteger las rutas que comunicaban el Rin con las ciudades más importantes del norte de la Galia. Sobre el año 442, Aecio cambió su asentamiento al área cercana a Orleans con el doble objetivo de controlar a los bagaudas de Armórica (situados al norte) y frenar la expansión de los visigodos asentados junto al río Garona (localizado al sur). Para ello, los terratenientes de la zona debían dividir sus tierras con los alanos algo a lo que se negaron un buen número de ellos. Esto hizo que Goar los redujese por la fuerza y se ganase una mala reputación entre la aristocracia galorromana.
En el año 446, Aecio les ordenó reprimir una revuelta bagauda en Armórica autorizándoles, a cambio, a quedarse con todo lo que pudiesen quitar a los rebeldes. El obispo Germán de Auxerre intentó mediar con Goar para que no emprendiese su campaña contra los armoricanos aunque finalmente los alanos los redujeron poco antes del año 450.

## Apoyo al usurpador Jovino

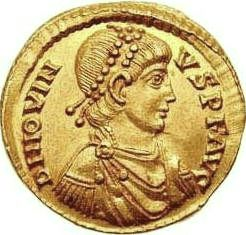
Jovino se proclamó emperador en la Galia con el apoyo de los burgundios y los alanos.

Poco después del mencionado cruce del Rin la situación de la Galia, en el 411, era caótica ya que, a los pillajes de las tribus invasoras, se unió la rebelión de Constantino III. En este contexto, Goar se unió a los burgundios para apoyar el nombramiento de Jovino como emperador y le acompañó en su campaña para tomar Arlés. Parece ser que el líder alano no era consciente de que estaba sosteniendo a un usurpador aunque cuando los visigodos, de acuerdo con el gobierno de Rávena, vencieron a las tropas de Jovino, Goar lo abandonó y los alanos retornaron a sus asentamientos en el norte de la Galia.

## Abdicación y sucesión
Después de la campaña en Armórica no se tienen más noticias de Goar. Para el año 451, los alanos estaban dirigidos por otro rey: Sangibano. Se supone que, para entonces, Goar todavía vivía pero los alanos no tenían la costumbre de mantener a sus líderes una vez que habían alcanzado un edad tan avanzada que les dificultaba guiarlos en la guerra. Por este motivo, habrían aclamado a un sucesor más joven.